# Силинский сельсовет
Силинский сельсовет — сельское поселение в составе Шатковского района Нижегородской области.
Административный центр — село Силино.

## История
Статус и границы сельского поселения установлены Законом Нижегородской области от 15 июня 2004 года № 60-З «О наделении муниципальных образований — городов, рабочих посёлков и сельсоветов Нижегородской области статусом городского, сельского поселения».
Законом Нижегородской области от 11 августа 2009 года № 116-З сельские поселения Силинский сельсовет и Калапинский сельсовет объединены в сельское поселение Силинский сельсовет.

## Население
| 2002  | 2010  | 2012  | 2013  | 2014  | 2015  | 2016  |
| ----- | ----- | ----- | ----- | ----- | ----- | ----- |
| 1362  | ↘1255 | ↘1247 | ↘1207 | ↘1163 | ↗1164 | ↘1137 |
| 2017  | 2018  | 2019  | 2020  | 2021  |       |       |
| ↘1115 | ↘1086 | ↘1057 | ↘1035 | ↘930  |       |       |

## Состав сельского поселения
| № | Населённый пункт | Тип населённого пункта       | Население |
| - | ---------------- | ---------------------------- | --------- |
| 1 | Калапино         | село                         | ↘232      |
| 2 | Михайловка       | село                         | ↘37       |
| 3 | Новое            | село                         | ↘232      |
| 4 | Силино           | село, административный центр | ↘571      |
| 5 | Силинский Майдан | деревня                      | ↘106      |
| 6 | Сосновый Бор     | посёлок                      | ↘77       |